# Список памятников археологии Москвы
Список памятников археологии Москвы — объектов культурного наследия по данным Министерства культуры Российской Федерации.

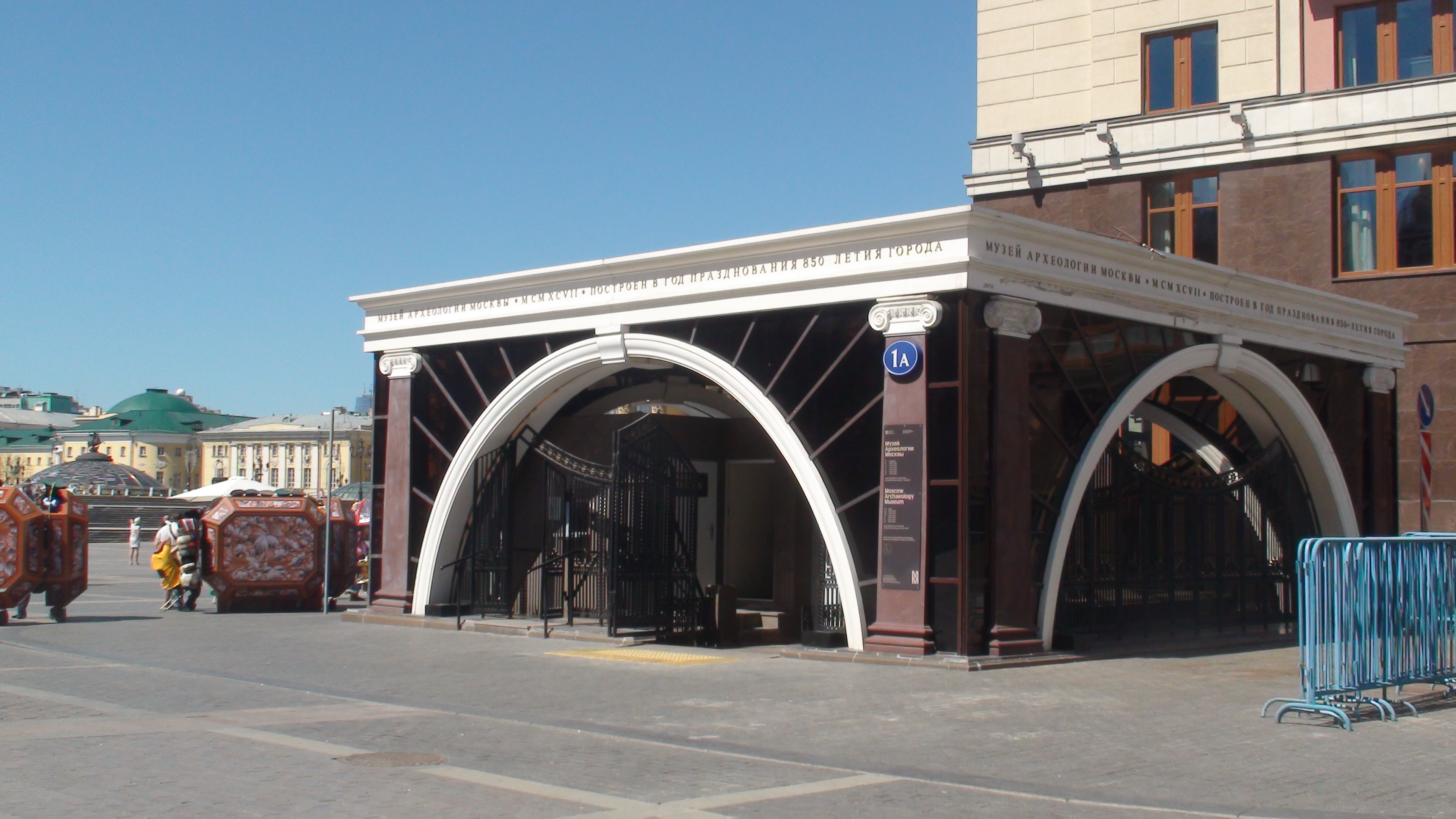
Музей археологии Москвы

1. Белый город (зона древнего поселения) 7701818000
2. Белый город (зона укрепления) 7701819000
3. Городище «Андроньево» (XIV в.—XVII в.) 7710004000
4. Красный пруд (конструкции средневекового водоема) 7702022000
5. Культурный слой Белого города (XI в.—XVIII в.) 7710301000
6. Культурный слой Алексеевской слободы (XVII в.) 7710316000
7. Культурный слой Барашевской слободы (XVII в.) 7710031000
8. Культурный слой Басманной слободы (XVI в.—XVII в.) 7710694000
9. Культурный слой Бронной слободы (XV в.—XVIII в.) 7710985000
10. Культурный слой Воздвиженской слободы (XVII в.) 7710381000
11. Культурный слой Гавриловской слободы (XVII в.) 7710953000
12. Культурный слой Гончарной слободы (XV в.—XVII в.) 7700000012
13. Культурный слой Гранатного двора (XVI в.—XVII в.) 7710177000
14. Культурный слой Греческой слободы (XVII в.) 7710493000
15. Культурный слой Дворцовой слободы (XIV в.—XVII в.) 7710011000
16. Культурный слой Звонарской слободы (XVI в.) 7710706000
17. Культурный слой Иконной слободы (XVII в.) 7710923000
18. Культурный слой Ильинской слободы (XVI в.) 7710608000
19. Культурный слой Кадашевской слободы (XVII в.) 7710271000
20. Культурный слой Казачьей слободы (XVII в.) 7710280000
21. Культурный слой Казённой слободы (XVII в.) 7710282000
22. Культурной слой Капитанской слободы (2-я пол. XVII в. — нач. XVIII в.)7700000018
23. Культурный слой Китай-города (XI в.—XVII в.) 7710118000
24. Культурный слой Конюшенной слободы (XVI в.—XVII в.) 7710820000
25. Культурный слой Котельничьей слободы (XVI в.—XVII в.)7700000019
26. Культурный слой Кошельной слободы (XV в.—XVII в.)7700000020
27. Культурный слой Мельничной слободы (XVII век) 7700000021
28. Культурный слой Мещанской слободы (XVII в.) 7710428000
29. Культурный слой Монетчиковской слободы (XVII в.) 7710444000
30. Культурный слой слободы Наливки (XVI в.) 7710800000
31. Культурный слой Немецкой слободы (XVI в.—XVII в.) 7710371000
32. Культурный слой Новинской слободы (XVII в.—XVIII в.) 7710665000
33. Культурный слой Новодевичьей слободы (XVI в.—XVII в.) 7710591000
34. Культурный слой Новой Воротниковской слободы (2-я пол. XVII в.) 7710523000
35. Культурный слой Новой Кузнецкой слободы (XVII в.) 7710528000
36. Культурный слой Огородной слободы (XVII в.) 7710954000
37. Культурный слой Овчинной слободы (XVII в.) 7710536000
38. Культурный слой Переяславской слободы (XVII в.) 7710577000
39. Культурный слой Печатной слободы (XVI в.—XVII в.) 7710590000
40. Культурный слой Плотничьей слободы (XVII в.) 7710594000
41. Культурный слой Пушкарской слободы (XVII в.) 7710670000
42. Культурный слой Рогожско-Ямской слободы (XVI в.—XVII в.) 7710494000
43. Культурный слой Рождественской слободы (XV в.—XVII в.) 7710700000
44. Культурный слой Ружейной слободы (XVII в.) 7710715000
45. Культурный слой Садовничьей слободы 7710002003
46. Культурный слой Садовнических слобод (XVI в.—XVII в.) 7710076000
47. Культурный слой Серебрянической слободы (XVI в.—XVII в.) 7710761000
48. Культурный слой Стрелецкой слободы «в Сухареве» (XVII век)7700000000
49. Культурный слой Солодянской слободы (XV в.—XVI в.) 7700000022
50. Культурный слой Спасской слободы (XVII век) 7700000023
51. Культурный слой Старой Воротниковской слободы (XVII в.) 7710133000
52. Культурный слой Сыромятнической слободы (XVI в.—XVII в.) 7710986000
53. Культурный слой Татарской слободы (XIV в.—XVIII в.) 7710857000
54. Культурный слой Тверской-Ямской слободы (XVI в.—XVIII в.) 7710869000
55. Культурный слой Толмацкой слободы (XVII в.) 7710898000
56. Культурный слой Троицкой слободы (XVII в.) 7710913000
57. Культурный слой Хамовной слободы (XVII в.) 7710926000
58. Культурный слой Чудовой слободы в Белом городе (XVII в.) 7710296000
59. Культурный слой Кузнецкого моста (XV в.—XVIII в.) 7710979000
60. Культурный слой Новоспасского монастыря (XV в.—XVII в.) 7710355006
61. Культурный слой Земляного города (Скородома) (XIV в.—XVIII в.) 7710723000
62. Культурный слой села Калитниково (XV в.—XVI в.) 7710284000
63. Культурный слой Крутицкого подворья (XIII в.—XVII в.) 7710365003
64. Культурный слой села Напрудного (XIV в.—XVI в.)7710465000
65. Культурный слой села Три Горы (XV в.—XVI в.) 7710905000
66. Рогожская Ямская (место древнего поселения с зоной культурного слоя) 7702043000
67. Село Ваганьково (место древнего поселения с зоной культурного слоя) 7701816000
68. Село Воронцово (место древнего поселения) 7701686000
69. Село Дорогомилово (место древнего поселения с зоной культурного слоя) 7701821000
70. Село Елох(Елохово) (место древнего поселения с зоной культурного слоя) (XIV в.—XVII в.) 7701619000
71. Село Кудрино (место древнего поселения с зоной культурного слоя) 7701752000
72. Село Покровское-Рубцово(место древнего поселения с зоной культурного слоя) (XVII век) 7701620000
73. Село Подкопаево (место древнего поселения) 7701682000
74. Село Семцинское 7701812000
75. Село Сущево (место древнего поселения с зоной культурного слоя) 7701995000
76. Село Хвостовское (место древнего поселения) 7701747000
77. Село Хлыново (место древнего поселения с зоной культурного слоя) 7701753000
78. Селище «Нескучный сад» 7701748000
79. Стрелецкие слободы (северные в Скородоме) (XVI в.—XVII в.) 7700000024